# Quinqueserialis quinqueserialis
Quinqueserialis quinqueserialis är en plattmaskart. Quinqueserialis quinqueserialis ingår i släktet Quinqueserialis och familjen Notocotylidae. Inga underarter finns listade i Catalogue of Life.